# 华中科技大学法学院
华中科技大学法学院（ Law School of Huazhong University of Science and Technology，缩写为 HUST Law School ），创办于2001年。20世纪80年代，其前身原华中工学院开办知识产权双学士学位班。1992年原华中理工大学开设经济法学专业。1996年取得科技法学专业硕士学位授权点。
该学院下设法律学系、科技法与知识产权系；
下设研究所包括科技法研究所、知识产权与竞争法中心、金融法研究中心、近代法研究所、普通法研究所、法制与社会发展研究中心。

## 课程设置
- 博士点：法律社会学专业；
- 一级学科硕士点：法学；
- 二级学科硕士点：科技法与知识产权法、民商法学、经济法学、环境与资源保护法学、宪法学与行政法学、刑法学、法学理论、法律史；
- 法律硕士专业学位（J.M）授权点：法律实务班、知识产权高级班、财税金融法高级班；
- 本科：法学专业。2003年起建立以德语作为第一外国语的法学专业本科班；
- 七校联合办学双学士学位班和第二专业辅修班：法学专业（知识产权方向）。[1]